# NEOShield

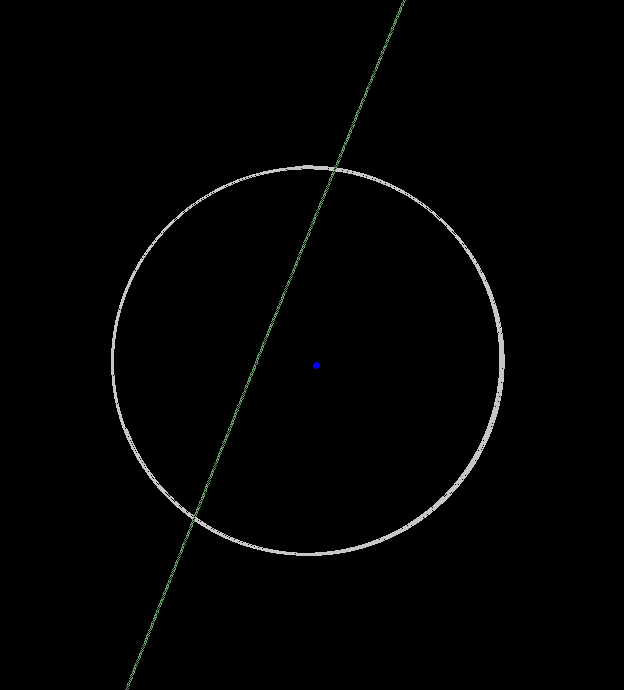
Simulation der Annäherung von (153814) 2001 WN5 im Juni 2028

NEOShield war eine internationale, von der EU geförderte Initiative, um Möglichkeiten zu erforschen, wie die planetare Verteidigung bei einer Bedrohung der Menschheit durch erdnahe Objekte (NEO) aussehen könnte. Der primäre Forschungszweck war, mögliche Methoden einer Asteroidenabwehr zu untersuchen. Die Studien begannen im Januar 2012.
Im März 2015 startete das Folgeprojekt NEOShield 2.

## Projektteilnehmer
An dem internationalen Forschungsprojekt beteiligten sich Wissenschaftler und Forschungsinstitutionen aus europäischen Ländern sowie Russland und den Vereinigten Staaten.
Beteiligt waren Airbus Defence and Space (Deutschland, Frankreich und UK), Deimos Space (Spanien), die Queen’s University Belfast (UK), das Pariser Observatorium (Frankreich), das Centre national de la recherche scientifique (Frankreich), die Open University (UK), das ZNIImasch (Russland), das SETI-Institut (USA), die University of Surrey (UK) und das Fraunhofer-Institut für Kurzzeitdynamik (Deutschland).
Der Projektkoordinator war die deutsche Raumfahrtagentur DLR.

## Finanzierung
NEOShield wurde durch das EU-FP7-Programm mit knapp 4 Millionen Euro finanziert und lief bis Mai 2015. Weitere 1,8 Millionen Euro wurden von den beteiligten Forschungseinrichtungen aufgebracht.